# Lingua francese media
Il francese medio (in francese: moyen français) è una suddivisione storica della lingua francese che copre il periodo compreso tra il 1340 ed il 1611. È un periodo di transizione durante il quale:
- la lingua francese si distingue nettamente dalle concorrenti lingue d'oil talvolta riassunte nel concetto di francese antico (ancien français);
- la lingua francese viene dichiarata lingua ufficiale del regno di Francia in luogo del latino e altre lingue d'oil e occitane;
- lo sviluppo letterario del francese getta le basi per il vocabolario e la grammatica del francese classico (français classique) parlato nel XVII e XVIII secolo.

## Storia
Il cambiamento più importante riscontrato nel francese medio è la totale scomparsa del sistema di declinazione dei sostantivi (già in atto da secoli). Non c'è più distinzione tra il caso nominativo e accusativo e il plurale si forma aggiungendo semplicemente una s. Questa trasformazione richiede un maggiore controllo sull'ordine delle parole nella frase, fatto che si riscontra nella sintassi del francese moderno (anche se fino al XVI secolo il verbo continuerà ad essere in seconda posizione all'interno della frase).
Nel 1532, ad Aosta fu redatto il primo atto notarile al mondo in lingua francese, mentre a Parigi era ancora in uso il latino. Nel 1536, la Valle d'Aosta, in particolare il Conseil des Commis, fu la prima amministrazione al mondo ad adottare la lingua francese come idioma ufficiale, tre anni prima del Regno di Francia, ove, presso il ceto alto, il latino continuava ad essere la lingua dell'insegnamento, dell'amministrazione e della burocrazia. La situazione cambiò nel 1539, con l'Ordinanza di Villers-Cotterêts, in virtù della quale Francesco I di Francia stabilì che solamente il francese fosse la lingua da utilizzare negli atti legali e giuridici. Le differenze regionali erano però ancora estremamente pronunciate in tutta la Francia: nel sud dominava l'occitano; nella Francia centro-orientale predominavano le lingue provenzali; nel nord continuavano ad usarsi le lingue d'oil oltre al franciano. Il linguaggio amministrativo imposto nel 1539 viene visto dai linguisti moderni come una sorta di lingua d'oil generalizzata depurata dalle connotazioni prettamente dialettali, piuttosto che il trionfo di un particolare dialetto sugli altri.
Il fascino dei testi classici portò all'assimilazione di termini latini e greci, talvolta a scapito del ricco vocabolario del francese antico. Ci sono numerosi neologismi di origine latina e alcuni studiosi modificarono l'ortografia delle parole francesi per uniformarle alle loro radici latine: sfortunatamente questo provocò una differenza notevole tra il modo in cui le parole erano scritte e il modo in cui venivano pronunciate.
Le guerre francesi in Italia e la presenza di italiani nella corte di Francia portò i francesi a stretto contatto con l'umanesimo italiano. Molte parole in ambito militare (alarme, cavalier, espion, infanterie, camp, canon, soldat) e artistico (specialmente in architettura, come arcade, architrave, balcon, corridor e in letteratura come sonnet) furono mutuate dall'italiano.  Questa tendenza sarebbe poi continuata con il francese classico.
Ci furono anche parole mutuate dal tedesco (reître), dalle Americhe (cacao, hamac, maïs) e dallo spagnolo (casque).
L'influenza della lingua anglo-normanna sull'inglese lasciarono parole di origine normanna in Inghilterra. Alcune termini romanzi furono reintrodotti come doppietti di termini già esistenti attraverso la guerra e gli scambi commerciali.
Infine, furono trasformati il significato e l'uso di molte parole del francese antico.
L'ortografia e la punteggiatura di questo periodo sono molto irregolari. L'introduzione della stampa nel 1470 evidenziò la necessità di una riforma ortografica: tra esse ci fu quella di Jacques Peletier du Mans che sviluppò un sistema di scrittura basato sulla fonetica e introdusse nuovi simboli tipografici (1550), ma che non ebbe successo.
In questo periodo ci fu la pubblicazione dei primi libri di grammatica e del vocabolario francese-latino di Robert Estienne (1539).
All'inizio del XVII secolo, la Francia vide la progressiva unificazione della lingua francese, la soppressione di alcune forme e l'imposizione di regole che avrebbero portato al francese moderno.

## Letteratura
Il francese medio è il linguaggio che si incontra nelle opere di François Villon, Clément Marot, François Rabelais, Michel de Montaigne, Pierre de Ronsard e i poeti de La Pléiade.
L'affermazione del francese medio trova il suo manifesto nell'opera Difesa e illustrazione della lingua francese (1549) del poeta Joachim du Bellay, il quale sosteneva che il francese (al pari del toscano di Petrarca e Dante) era una valida lingua letteraria e auspicava un programma di produzione e purificazione linguistica (compresa l'imitazione di generi latini).